# エンド-1,3(4)-β-グルカナーゼ
エンド-1,3(4)-β-グルカナーゼ(Endo-1,3(4)-b-glucanase、EC 3.2.1.6)は、3(or 4)-β-D-グルカン 3(4)-グルカノヒドロラーゼ(3(or 4)-beta-D-glucan 3(4)-glucanohydrolase)という系統名を持つ酵素である。この酵素は、以下の化学反応を触媒する。
加水分解される結合が還元末端にあるグルコース残基のC-3位が置換されている時、β-D-グルカンの(1->3)-または(1->4)-結合をエンド型に加水分解する。
ラミナリン、リケニン、穀物のD-グルカン等が基質となる。